# Agrola
 (août 2025).
Motif : manque de sources secondaires centrées
- Archive Wikiwix
- Bing
- Cairn
- DuckDuckGo
- E. Universalis
- Gallica
- Google
- G. Books
- G. News
- G. Scholar
- Persée
- Qwant
- (zh) Baidu
- (ru) Yandex
- (wd) trouver des œuvres sur Wikidata

| 1. | Préciser le motif de la pose du bandeau. | Précisez le motif de la pose du bandeau en utilisant la syntaxe suivante : {{admissibilité à vérifier\|date=août 2025\|motif=remplacez ce texte par le motif}}              |
| 2. | Informer les utilisateurs concernés.     | Pensez à avertir le créateur de l'article, par exemple, en insérant le code ci-dessous sur sa page de discussion : {{subst:avertissement admissibilité à vérifier\|Agrola}} |

 (février 2021).
Agrola est un fournisseur suisse d'énergie basé à Winterthour. C'est une filiale de Fenaco.

## Histoire
Agrola est fondée en 1957 sous le nom d'Agrol en tant que fournisseur de carburants dans la région de Winterthour. En 1958, Agrol est reprise par la coopérative Volg et devient Agrola. Le 15 décembre 1966, neuf coopératives agricoles (Volg, Vlg, Vlgz, Ucar, Lv, Fca, Nwv, Gvs et Agricola) fondent Agrola AG à Zurich. Agrola reprend la société privée d'importation d'huile minérale Interpetrol AG en 1974. Avec la fusion de plusieurs coopératives avec Fenaco en 1993, Agrola devient une marque nationale[C'est-à-dire ?]. La vente par le biais de magasins de stockage de la chaîne de vente au détail Landi devient un moteur de croissance pour Agrola.

## Activités
Agrola commercialise des produits et des services dans le secteur de l'énergie.
Il s'agit principalement de la vente de carburants ⁣⁣fossiles. En 2016, Agrola est deuxième sur le marché suisse des stations-service avec 430 stations-service en 2016. La société fait partie de l'Union pétrolière, lobby promouvant les intérêts de l'industrie pétrolière en Suisse.
Accessoirement, elle se diversifie dans les pellets de bois, les panneaux solaires, dès 2017 les bornes de recharge électrique et dès 2020 les stations-service à hydrogène, et le bioethanol. 400 des stations services d'Agrola appartiennent à Fenaco.